# アレクセイ・トルップ
アロイス（アレクセイ）・エゴロヴィチ・トルップ（ロシア語: Алоизий (Алексей) Егорович Трупп, ラテン文字転写: Aloise (Alexei) Yegorovich Trupp、1856年4月8日 - 1918年7月17日）は、ロマノフ朝最後の皇帝ニコライ2世一家のフットマンだった。
元皇帝一家とともにエカテリンブルクのイパチェフ館に監禁され、1918年7月17日に彼らとともに殺害された。1981年に在外ロシア正教会によってソビエト政権による圧政の犠牲者として列聖された（新致命者）。

## 人生
ロシア帝国ヴィテプスク県の現在はラトビアに含まれる地域に生まれた。
ニコライ2世一家のフットマンだったトルップは1918年5月に両親達と合流するためにトボリスクからチュメニまで船で向かい、さらに列車でエカテリンブルクへと向かうニコライ2世の子供達に同行した。エカテリンブルクのイパチェフ館に滞在する従者の数は次第に減っていった。2人が投獄され、6月には侍医のエフゲニー・ボトキン、メイドのアンナ・デミドヴァ、料理人のイヴァン・ハリトーノフ、皿洗いの少年レオニード・セドネフしかいなくなった。7月17日にヤコフ・ユロフスキー率いる銃殺隊によってニコライ2世と夫人のアレクサンドラ、夫婦の5人の子供（オリガ、タチアナ、マリア、アナスタシア、アレクセイ）、他の3人の従者とともに殺害された。トルップは銃殺隊による最初の一斉射撃で発射された弾丸が当たり、死亡した。62歳没。

## 死後の再評価

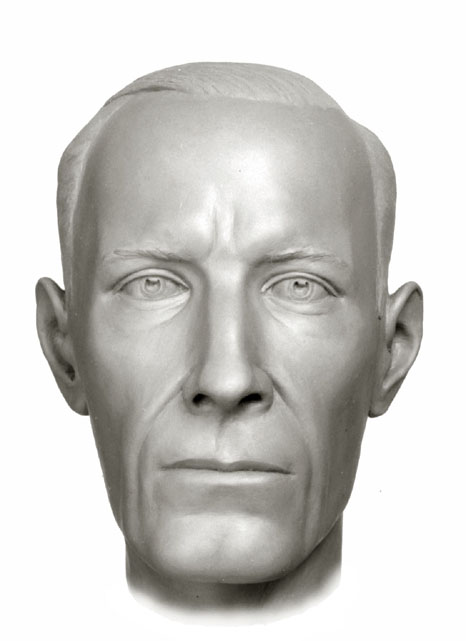
1994年。復顔術によって生前の姿に顔面が再建された

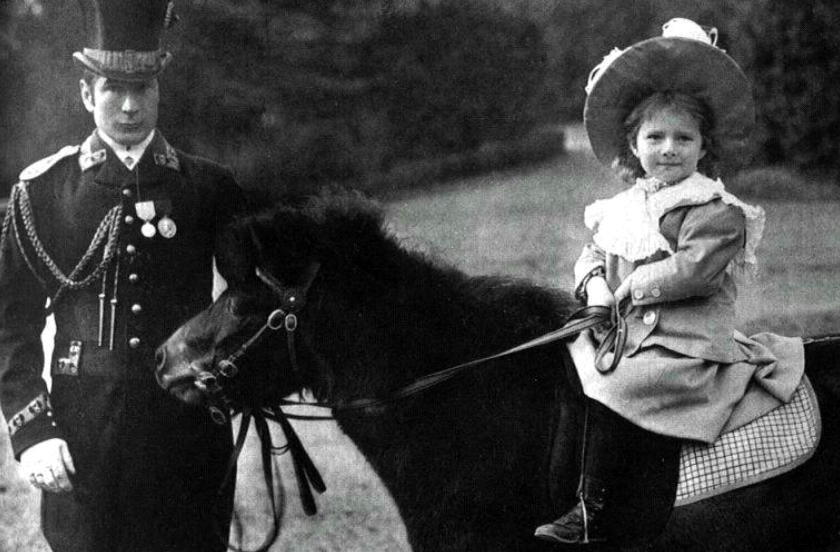
1902年。トルップとタチアナ皇女

7月17日の他の殺人被害者と同じく1981年に在外ロシア正教会によって列聖された。しかし、彼自身はローマ・カトリック教徒であり、ロシア正教徒では無かった。
2009年10月16日にロシア連邦検察庁はトルップら従者を含めたボリシェヴィキによる赤色テロの犠牲者52名の名誉の回復を発表した。